# Pieter Vries (politicus)
Pieter Gerben Vries (Stroobos, 30 juli 1915 – Dantumadeel, 23 juni 1992) was een Nederlands politicus van de CHU.
Hij werd geboren in de gemeente Grootegast als zoon van Bartele Vries (1889-1920, molenaar) en Maartje Noordhoff (1887-1955). In 1934 begon hij zijn ambtelijke carrière bij de gemeentesecretarie van de buurgemeente Achtkarspelen. In 1940 maakte hij de overstap naar de gemeente Kollumerland en Nieuwkruisland waar hij begon als tweede ambtenaar ter secretarie en het bracht tot  hoofdcommies. In april 1946 werd Vries de gemeentesecretaris van Barradeel en in juli 1957 volgde zijn benoeming tot burgemeester van de gemeenten Goudswaard, Nieuw-Beijerland en Piershil. Na ruim 40 jaar in overheidsdienst ging hij in december 1976 vanwege gezondheidsproblemen vervroegd met pensioen. Daarna verhuisde Vries naar Veenendaal en midden 1992 overleed hij op 76-jarige leeftijd. Zijn zoon Bartele Vries is eveneens burgemeester geweest.